# Alexander von Dörnberg
Alexander von Dörnberg (de son nom complet Alexander barons von Dörnberg zu Hausen), né en 1901 et mort en 1983, était un juriste, diplomate et haut fonctionnaire allemand dont la carrière a été marquée par des responsabilités politiques et administratives sur plusieurs décennies.
Alexander von Dörnberg a traversé des périodes critiques de l’histoire européenne telle la Seconde Guerre mondiale ou encore la reconstruction des institutions diplomatiques dans l’Allemagne de l’Ouest.
Issu d’une famille d'aristocrates hessois, Alexander Dörnberg a intégré le ministère des Affaires étrangères de la République de Weimar avant de servir sous le régime nazi (en tant qu'officier de la Schutzstaffel dans les instances diplomatiques — il a dirigé le département du protocole de l'office des Affaires étrangères de 1938 à 1945).
Post Seconde Guerre mondiale, von Dörnberg s’est reconverti dans la diplomatie ouest-allemande et a contribué à la reconstruction des institutions étatiques tout en jouant un rôle dans les relations internationales de la République fédérale d'Allemagne (RFA).
Son parcours, en tant que témoin et acteur des bouleversements du XXe siècle, a démontré une continuité ainsi qu’une adaptation de l’administrative allemande face aux événements historiques (Allemagne de l’Ouest versus Allemagne de l’Est, implication internationale de la RFA au travers des diplomaties européennes, tensions de la Guerre froide, etc.).

## Jeunesse

### Naissance et contexte familial
Alexander von Dörnberg naît le 17 mars 1901 à Darmstadt, capitale du Grand-duché de Hesse, au sein d’une famille d’aristocrates ancrée dans les structures de l’Empire allemand.
Hans-Carl barons von Dörnberg, son père, Alix Freiin Schenck zu Schweinsberg, sa mère, incarne les valeurs traditionnelles de la Junker (c.-à-d. de la noblesse terrienne).
Alexander von Dörnberg entame sa scolarité au Reform-Realgymnasium, un Gymnasium de Darmstadt, un établissement ou un enseignement moderne est délivré (celui de la Realschule).
La Première Guerre mondiale éclate lorsqu’il est adolescent. Trop jeune pour partir au combat, Alexander von Dörnberg est le témoin des privations économiques et de la glorification patriotique véhiculée par son éducation scolaire qui trouve aussi ses origines dans la mobilisation totale dès 1916.
La chute de l’Empire en 1918, qui instaure la République de Weimar, est perçu comme une trahison par la bourgeoisie traditionnelle et les Junkers, auxquelles appartient la famille von Dörnberg, et renforce au sein de « l’élite » un rejet du traité de Versailles.

Alexander von Dörnberg obtient son Abitur en 1919, dans un contexte de défaite et de révolution ; événements qui renforcent les convictions conservatrices de celui-ci face à la « honte de Versailles » et à la montée des troubles sociétaux. La même année, il rejoint les Corps francs et participe à de violents affrontements au sein de l'Allemagne.

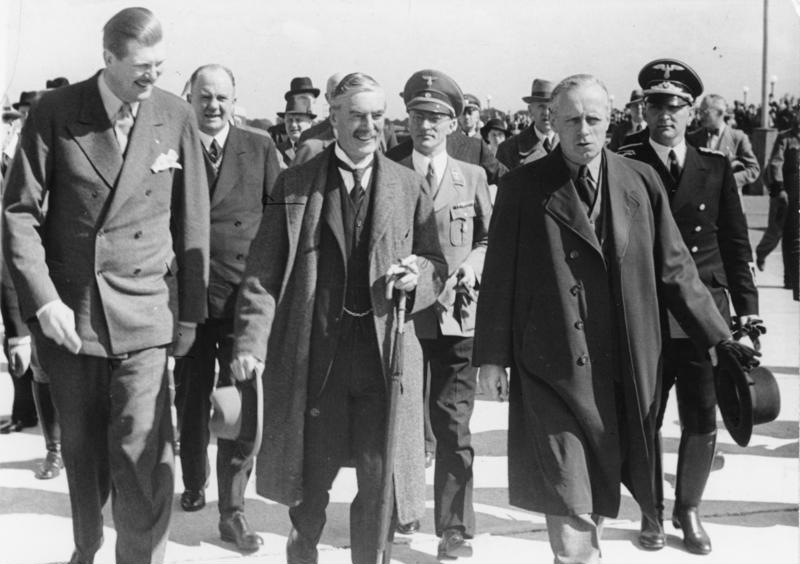
Dörnberg, Neville Chamberlain et Joachim von Ribbentrop le 16 septembre 1938 après que Chamberlain eut rencontré Adolf Hitler

La crise économique des années 1920 impacte l’Europe et les terres teutoniques, notamment par le début de l’inflation (qui mènera en 1923 à l'hyperinflation) qui frappe l’entièreté de la République de Weimar ; et directement la famille von Dörnberg, érodant la fortune en terre et alimentant un ressentiment envers le régime en place. 

### Parcours universitaire
Inscrit à l’université en 1920, Alexander von Dörnberg étudie le droit et les sciences politiques, des disciplines privilégiées par l’aristocratie pour perpétuer l'influence administrative directe sur la société.
Alexander von Dörnberg intègre une Burschenschaft (corporation estudiantine), où se mêlent rites, traditions et discours contre la république,. Ces cercles nationalistes, influencés par le Frontkämpfer Mythos (mythe du combattant de première ligne de la Première Guerre mondiale), exaltent une Allemagne renaissante par l’autoritarisme et hostile au « Diktat  de Versailles ».
C'est en 1925 que von Dörnberg obtient son doctorat en droit, en soutenant une thèse sur les structures administratives de l’Empire allemand (reflet d'un attachement aux institutions impériales déchues).
La cérémonie de remise du diplôme est solennisée par des rites traditionnels et discours nationalistes, et se déroule dans un climat de crispation politique, alors que la République de Weimar peine à stabiliser le pays après l’hyperinflation de 1923. 
Le parcours académique d'Alexander von Dörnberg, financé par les revenus fonciers familiaux malgré les difficultés économiques, démontre une certaine résilience des réseaux aristocratiques face aux turbulences de l’époque et un renforcement conservato-révolutionnaires (notamment par des figures comme Oswald Spengler, dont la monographie principale sous forme d’essai Le Déclin de l’Occident (en allemand : Der Untergang des Abendlandes) alimentent des souvenirs).

### Influence socio — politique
Le parcours social d’Alexander von Dörnberg est indissociable des crises de l’Allemagne weimarienne. L’hyperinflation de 1923 ruinant les rentiers et la bourgeoisie renforce son mépris pour la république perçue comme incompétente et corrompue.
La stagnation économique, culturelle et sociale est marquée par des millions de chômeurs (post 1929, c'est jusqu'à plus de six millions de sans emplois), radicalisant les élites traditionnelles qui voient dans le national-socialisme un moyen de restaurer l’ordre et de contrer la menace communiste. L’adhésion de von Dörnberg à des mouvements étudiants nationalistes s’inscrit dans cette logique qui face à l’effritement des repères sociétaux et monétaires, les valeurs autoritaires apparaissent comme le rempart contre le chaos.

## Vie active
Diplômé, et grâce à sa maîtrise des rouages bureaucratiques, von Dörnberg intègre en 1926 le ministère des Affaires étrangères de la République de Weimar. Alexander von Dörnberg est pendant quelques mois secrétaire particulier de l'ambassadeur allemand Ago von Maltzan (de) et de l'ambassade d'Allemagne à Washington (DC), avant de rejoindre officiellement le service diplomatique en 1927. Au ministère des Affaires étrangères, von Dörnberg est affecté comme attaché d'Alfred Horstmann (de). 
Posté à la section des traités internationaux, von Dörnberg participe aux négociations commerciales, tout en entretenant des liens discrets avec les cercles conservateurs hostiles au régime. L'ascension de von Dörnberg est rapide : en 1930, il est promu conseiller juridique, rôle où il défend une realpolitik pragmatique avec une teinte de nostalgie pour la diplomatie wilhelminienne.
Alexander von Dörnberg passe l'examen diplomatique-consulaire la même année (1930) et, par la suite, est employé comme attaché à l'ambassade d'Allemagne à Bucarest de 1930 à 1933. von Dörnberg — qui attire l'attention par sa taille d'environ 2,01 mètres. — travaille pendant plusieurs mois au département du désarmement de l'office des Affaires étrangères, avant de travailler à l'ambassade allemande à Tallinn en Estonie,.
Après une escale au département politique de l'office des Affaires étrangères sur l'année 1936, il devient secrétaire de légation à l'ambassade d'Allemagne à Londres. Une collaboration intensive entre von Dörnberg et l'ambassadeur allemand de l'époque au Royaume-Uni, Joachim von Ribbentrop, avec qui il se lie d'amitié pour la première fois,,. 

### Adhésion et intégration au parti nazi
La trajectoire de von Dörnberg vers le parti nazi s’explique (entre autres) par l’effondrement des repères de l’aristocratie sous la République de Weimar ; la crise agraire (et en général des propriétaires) des années 1920, couplée à la réforme fiscale du sortir de guerre, érode les fortunes et les terres aristocrates, poussant les jeunes nobles à se reconvertir dans la bureaucratie ou l’armée.  

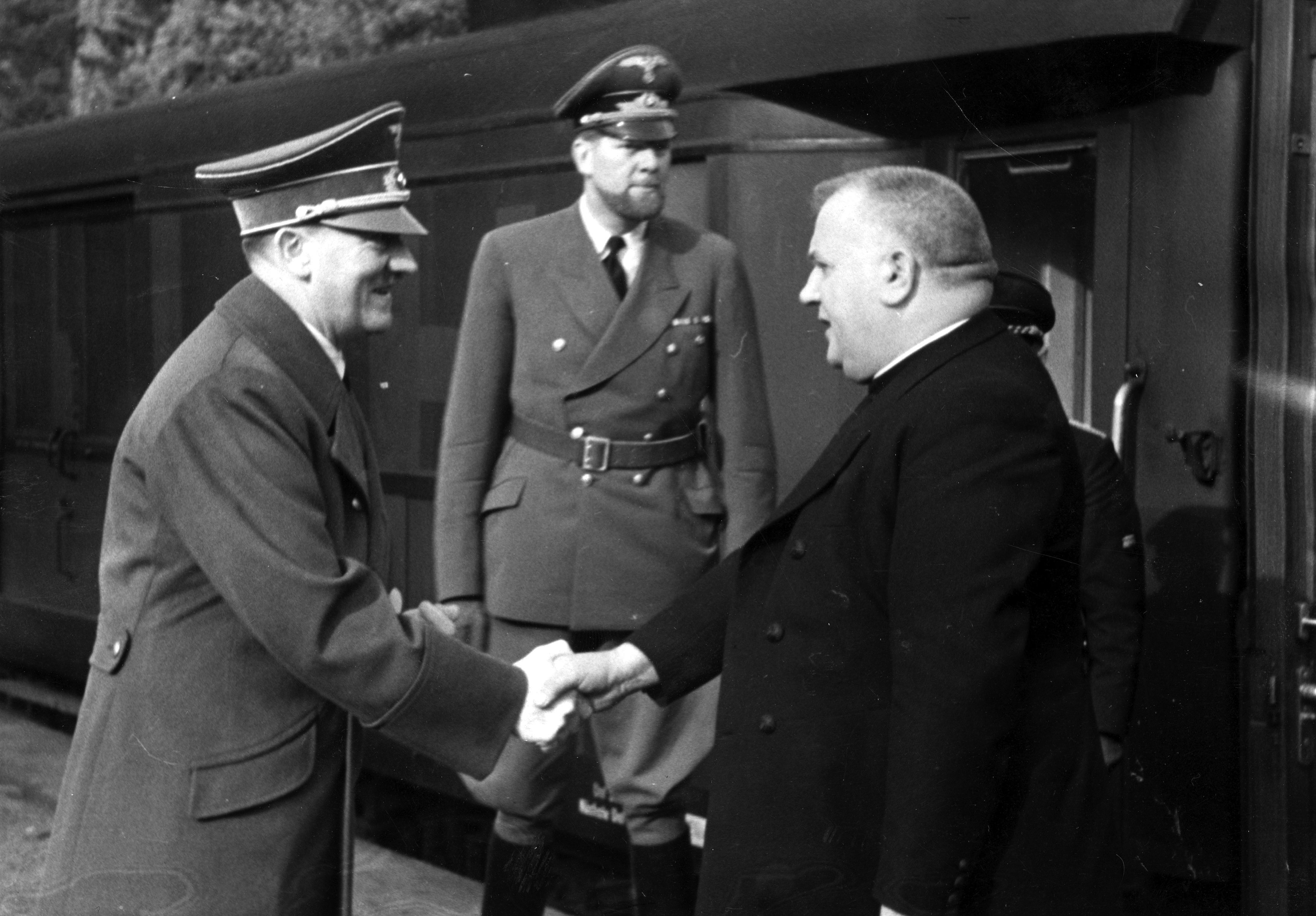
Dörnberg (au centre, en recul) avec Adolf Hitler et le président de la République slovaque Jozef Tiso à Berlin en octobre 1941

Son ralliement à la Schutzstaffel (SS) incarne une stratégie de survie de classe : en échange de sa loyauté, il conserve son influence dans un État en mutation. L’idéologie nazie, perçue avec méfiance par l’aristocratie, devient un outil de reconquête. 
Le 1er janvier 1934, alors qu'il travaille en Estonie, von Dörnberg devient membre du Nationalsozialistische Deutsche Arbeiterpartei (NSDAP) et en 1938, Alexander von Dörnberg rejoint également la SS dans laquelle il atteint le grade honorifique de Oberführer,. En juillet 1938, von Dörnberg succède à Vicco von Bülow-Schwante (de) en tant que chef du Département du protocole de l'office des Affaires étrangères, poste qu'il occupera jusqu'à la chute du régime nazi en 1945.  
À l'automne 1938, von Dörnberg reçoit le premier ministre britannique Neville Chamberlain lors des négociations sur les accords de Munich. von Dörnberg accompagne von Ribbentrop à Moscou, en août 1939, pour signer le Pacte germano-soviétique.

En tant que diplomate, Alexander von Dörnberg porte le titre d'envoyé extraordinaire et de ministre plénipotentiaire.

La visite de Chamberlain pour les Accords de Munich.
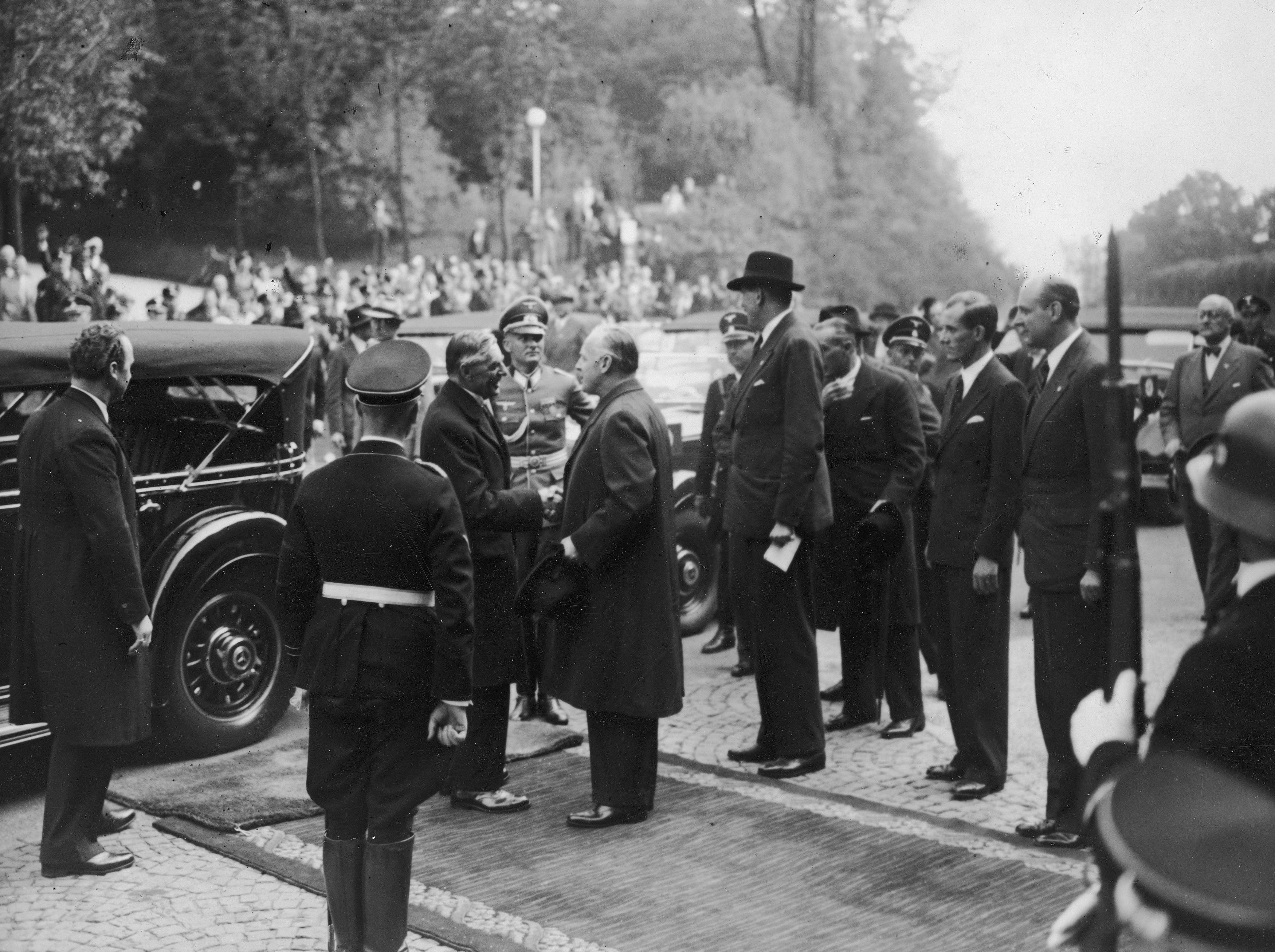
(Accord de Munich, le 29 septembre 1938) Arrivée à Munich de Neville Chamberlain, Joachim Ribbentrop, Alexander von Dörnberg.
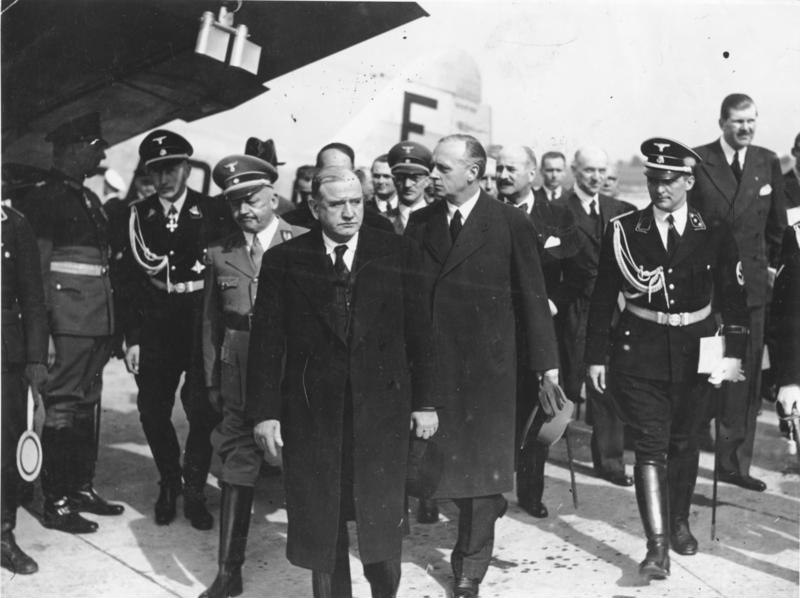
Accords de Munich, arrivée de Daladier.
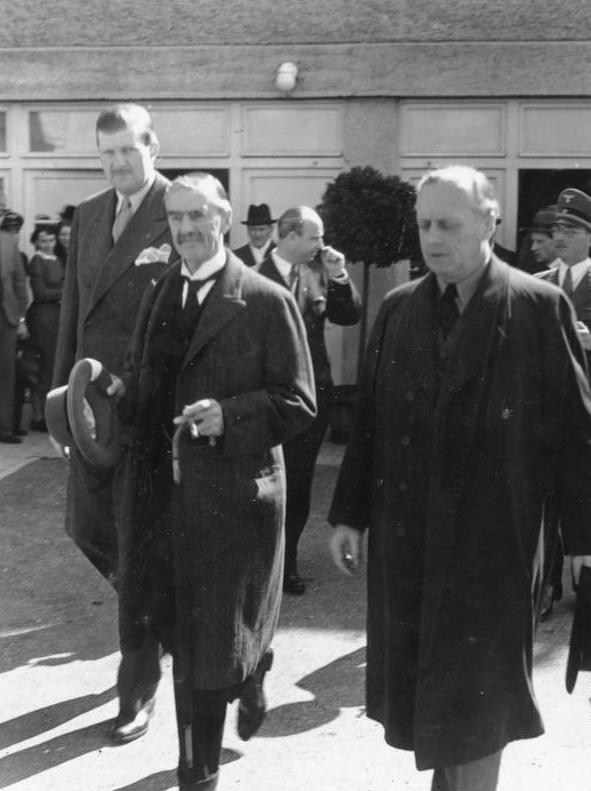
Le Premier ministre Chamberlain, après s'être entretenu de la situation politique avec le Führer et le chancelier du Reich sur l'Obersalzberg, a repris l'avion vendredi midi pour Londres depuis l'aérodrome munichois d'Oberwiesenfeld.
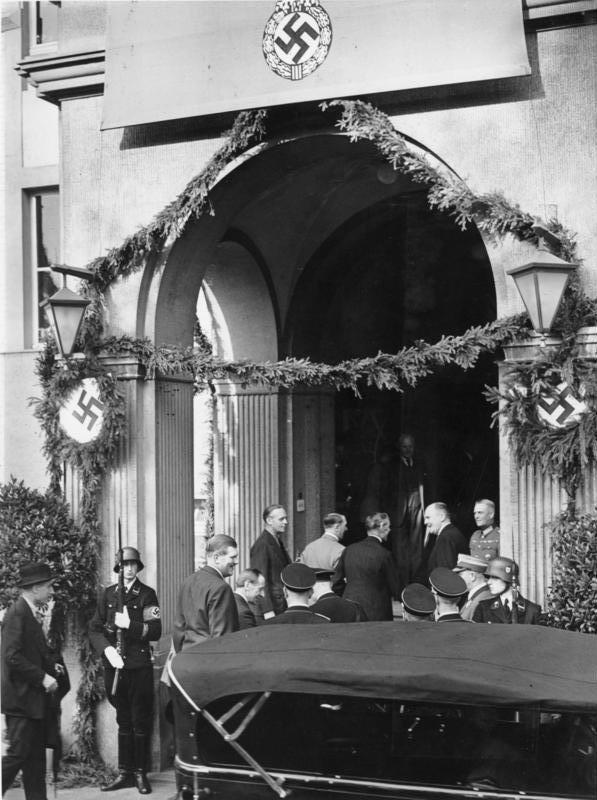
Le Premier ministre Chamberlain avec le Führer à l'hôtel Dreesen à Godesberg. Le Führer fait entrer son invité de marque dans l'hôtel.
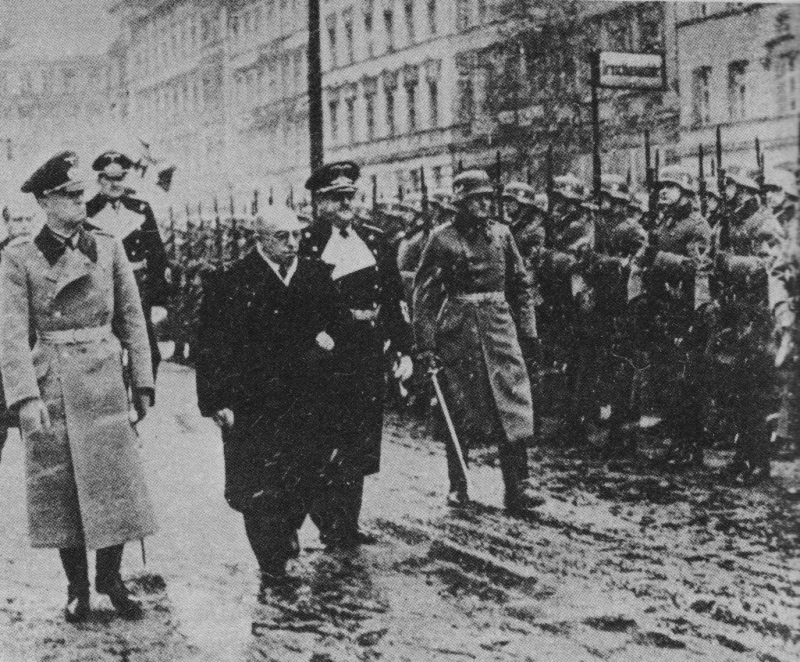
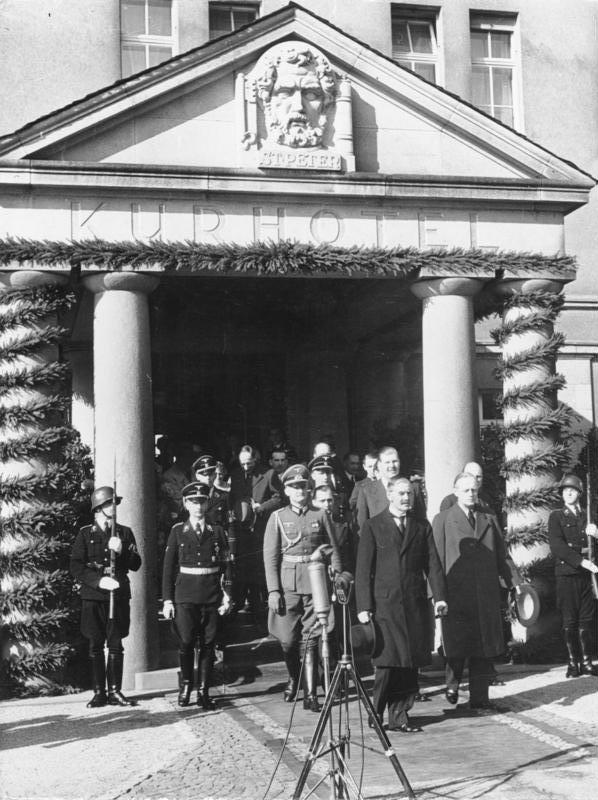
Fin des discussions à Godesberg.

## Après la guerre
Post capitulation allemande, von Dörnberg est arrêté par les Alliés, et interrogé lors des procès de Nuremberg en tant que témoin, notamment lors du procès des Ministères.
A 56 ans, dans un contexte oublié et qui par la suite a souligné des débats, Alexander von Dörnberg est élu « maréchal de la Vieille chevalierie hessoise »,.
Alexander von Dörnberg décède à Oberaula, le 7 août 1983.
Une plus grande attention publique est accordée à von Dörnberg à titre posthume en 2005, lorsque le département du protocole de l'office des Affaires étrangères insère le portrait d'Alexander von Dörnberg, entre les chefs de département de tous les mandats successifs depuis 1920 accroché dans les couloirs du département du protocole au premier étage de l'aile ouest du bâtiment de l'office. Cela donne lieu à un conflit sur la culture du souvenir de l'office et suscite le mécontentement du ministre de l'époque, Joseph Martin Fischer.